# NGC 3052
NGC 3052 (również PGC 28570) – galaktyka spiralna z poprzeczką (SBc), znajdująca się w gwiazdozbiorze Hydry. Odkrył ją William Herschel 7 lutego 1785 roku.